# Archaeogomphus vanbrinkae
Archaeogomphus vanbrinkae é uma espécie da ordem odonata, que foi descrita pela primeira vez por Machado, em 1994. Archaeogomphus vanbrinkae pertence ao gênero Archaeogomphus e à família Gomphidae.